# 伊万里ラジオ中継局
伊万里ラジオ中継局（いまりラジオちゅうけいきょく）は、佐賀県伊万里市にあるAMラジオ中継局。

## 送信施設概要
| 放送局名                      | 周波数 （kHz） | 空中線 電力 | 放送対象地域   | 放送区域内 世帯数 | 備考       |
| ----------------------------- | -------------- | ----------- | -------------- | ----------------- | ---------- |
| NHK 佐賀第1放送               | 531            | 100W        | 佐賀県         | 不明              |            |
| NBC長崎放送 （NBCラジオ佐賀） | 1116           | 100W        | 長崎県・佐賀県 | 不明              | 運用休止中 |

- 1981年（昭和56年） 8月1日開局（NBC）
- 2024年（令和6年） 2月5日運用休止・停波（NBC）
- 正式な送信施設名は、NHKで｢伊万里ラジオ放送所｣、NBCで｢伊万里ラジオ放送局｣である。

## 所在地
- 伊万里市東山代町長浜字新摺参2319-1（送信アンテナ・局舎は両局で共同使用）